# 12 toner ned
12 toner ned er en dansk børnefilm fra 2008 instrueret af Andreas Koefoed.

## Handling
I filmen følger vi drengen Jorgis, der gennem det meste af sit liv har sunget i et drengekor. Da det uundgåelige sker, at hans stemme begynder at gå i overgang, går Jorgis en hård tid i møde, hvor han tvinges til at tage sin afsked med drengekoret. Filmen er et portræt af en ung mand, som bliver konfronteret med det voksenliv, der venter på ham, en klassisk fortælling om overgangen fra dreng til ung mand.